# Le Canon graphique

Le Canon graphique (The Graphic Canon: The World's Great Literature as Comics and Visuals) est une anthologie en plusieurs volumes, éditée par Russ Kick (en), d'œuvres littéraires parmi les plus célèbres, en provenance du monde entier, adaptées en bande dessinée. Les deux premiers volumes ont été publiés en 2012 et le dernier volume a été publié au printemps 2013.
La plupart des chapitres sont des rééditions de bandes dessinées existantes, mais certaines histoires ont été écrites spécialement pour le projet.
The Graphic Canon of Children's Literature a été publié en 2014.

## Illustrateurs
La plupart des illustrateurs sont américains, mais des ressortissants d'autres pays ont aussi contribué à l'anthologie.

## Accueil critique
D'apres NPR, « C'est, de mémoire récente, de loin le projet littéraire le plus ambitieux et le plus réussi, et c'est certainement celui qui est le plus pertinent pour les lecteurs d'aujourd'hui ». Dans une critique d'une page entière, The New York Times Book Review conclut ainsi : « Ce que [l'éditeur Russ Kick] nous demande de reconnaître avec The Graphic Canon est ceci : les voyages de Gulliver, Wuthering Heights, Leaves of Grass - ces œuvres littéraires ne résident pas juste sur les étagères des universités ; elles s'épanouissent dans l'œil de notre imagination » ; l'anthologie est sélectionnée en décembre 2012 comme Editors' Choice par la rédaction du supplément hebdomadaire au Times.
Publishers Weekly dit de l'anthologie qu'elle est « incontournable ». D’après le Library Journal, c'est « une nouvelle référence passionnante pour les bandes dessinées ». Booklist la qualifie d'« œuvre d'art particulièrement puissante ». Selon le School Library Journal, c'est « étonnamment brillant » et « un chef-d'œuvre de choix littéraires ainsi que d'art et d'interprétation ».

## Le Canon graphique, volume 1
Le Volume 1: From the Epic of Gilgamesh to Shakespeare to Dangerous Liaisons, publié en mai 2012, présente 55 ouvrages classiques de la littérature, allant de la littérature la plus ancienne jusqu'à la fin des années 1700. On y trouve des planches notamment de Robert Crumb, Will Eisner, Molly Crabapple, Rick Geary et Seymour Chwast .

### Œuvres présentées
- Épopée de Gilgamesh
- Coyote et les Cailloux[12]
- Iliade et Odyssée d'Homère
- Fragments de poèmes de Sappho
- Médée par Euripide
- Lysistrata par Aristophane
- Livre d'Esther[13]
- Banquet de Platon
- Dao de jing par Lao Tseu (adaptation de Fred Van Lente et Ryan Dunlavey)
- Mahabharata par Vyāsa
- Entretiens de Confucius et autres écrits (adaptation de Fred Van Lente et Ryan Dunlavey)
- Livre de Daniel
- Sur la nature des choses par Lucrèce
- Énéide de Virgile
- Le livre de l'Apocalypse
- Trois poèmes Tang : Frontier Song de Wang Han, Un village au sud de la capitale de Cui Hu et Boire seul sous la lune de Li Bai
- Beowulf
- Le Dit du Genji par Murasaki Shikibu
- Les lettres d'Héloïse et d'Abélard
- O Nobilissima Viriditas par Hildegarde de Bingen
- Le Conte du pêcheur et du démon et La Femme aux Deux Coyntes des Mille et une nuits
- Poèmes de Djalâl ad-Dîn Rûmî
- Divine Comédie et Enfer de Dante Alighieri
- Le livre tibétain des morts par Padmasambhava et Karma Lingpa
- Les Contes de Canterbury par Geoffrey Chaucer
- Un poème  de François Villon
- Le Morte d'Arthur de Thomas Malory
- Ollantay
- Hagoromo
- Au bord de l'eau par Shi Nai'an
- Popol Vuh
- Les visions de sainte Thérèse d'Avila
- Hot Sun, Cool Fire de George Peele
- La Pérégrination vers l'Ouestpar Wu Cheng'en
- La Reine des féespar Edmund Spenser
- Le Songe d'une nuit d'été, Le Roi Lear, Hamlet, Sonnet 18 et Sonnet 20 de William Shakespeare
- Don Quichotte de Miguel de Cervantes
- La Puce de John Donne
- To His Coy Mistresspar Andrew Marvell
- Le Paradis perdupar John Milton
- Pardonnez-nous nos offenses par Aphra Behn
- Les Voyages de Gulliver et Modeste Proposition de Jonathan Swift
- Conseils à un jeune homme sur le choix d'une maîtresse et Lettre à l'Académie royale de Bruxelles(ou Fart Proudly) par Benjamin Franklin
- Candide par Voltaire
- London Journal par James Boswell
- Défense des droits de la femme par Mary Wollstonecraft
- Les Liaisons dangereuses par Pierre Choderlos de Laclos

## Le Canon graphique, volume 2
Le Volume 2: From « Kubla Khan » to the Brontë Sisters to The Picture of Dorian Gray, publié en octobre 2012, continue la série chronologiquement en présentant 51 grandes œuvres classiques du 19e siècle. Parmi les artistes figurent Maxon Crumb, Gris Grimly, Hunt Emerson, John Porcellino, John Coulthart, Dame Darcy, S. Clay Wilson et Seth Tobocman.

### Œuvres présentées
- Moby Dick par Herman Melville
- Les Aventures de Huckleberry Finn par Mark Twain
- Kubla Khan de Samuel Taylor Coleridge
- La Complainte du vieux marin
- Auguries of Innocence et Jérusalem: l'émanation du géant Albion par William Blake
- I Wandered Lonely as a Cloud par William Wordsworth
- Elle marche dans la beauté  de Lord Byron
- O Solitude et La Belle Dame sans Merci de John Keats
- Ozymandias par Percy Bysshe Shelley
- Blanche-Neige et les sept nains, Le Vaillant Petit Tailleur, Hansel et Gretel et Comment six ont fait du bien dans le monde par les frères Grimm
- Ainsi parlait Zarathoustra de Friedrich Nietzsche
- L'Origine des espèces par Charles Darwin
- Frankenstein ou le Prométhée moderne et The Mortal Immortal de Mary Shelley
- Les Misérables de Victor Hugo
- Révolte de Nat Turner
- Les Habits neufs de l'empereur, La Petite Fille aux allumettes, Le Rossignol et l'Empereur de Chine de Hans Christian Andersen
- Jenny Kiss'd Me de Leigh Hunt
- The Jumblies par Edward Lear
- Le Cœur révélateur, Le corbeau, Le Puits et le Pendule, Les Cloches et Le Masque de la mort rouge d'Edgar Allan Poe
- Jane Eyre par Charlotte Brontë
- Les Hauts de Hurlevent par Emily Brontë
- La lettre écarlate de Nathaniel Hawthorne
- Le message de Mount Misery par Frederick Douglass
- Parce que je ne pouvais pas m'arrêter pour la mort et je goûte une liqueur jamais brassée par Emily Dickinson
- Lettre à George Sand de Gustave Flaubert
- Middlemarch par George Eliot
- Anna Karénine par Léon Tolstoï
- Crime et Châtiment par Fiodor Dostoïevski
- Walden ou la Vie dans les bois par Henry David Thoreau
- Le Bateau ivre d'Arthur Rimbaud
- Feuilles d'herbe par Walt Whitman
- Le Portrait de Dorian Gray par Oscar Wilde
- Orgueil et Préjugés par Jane Austen
- Les Aventures d'Alice au pays des merveilles, De l'autre côté du miroir et La Chasse au Snark par Lewis Carroll
- La Vénus à la fourrure par Leopold von Sacher-Masoch
- Le Mangeur de haschisch par Fitz Hugh Ludlow
- Der Struwwelpeter par Heinrich Hoffmann
- Oliver Twist par Charles Dickens
- L'Étrange Cas du docteur Jekyll et de M. Hyde par Robert Louis Stevenson
- Marché gobelin par Christina Rossetti
- Ce qui se passa sur le pont de Owl Creek par Ambrose Bierce
- Le Portrait de Dorian Gray une adaptation en collage de 10 pages par John Coulthart

## Le Canon graphique, volume 3
Le Volume 3: From Heart of Darkness to Hemingway to Infinite Jest (mars 2013) commence avec trois grandes œuvres de 1899 et se poursuit avec 77 œuvres du XXe siècle, se terminant en 1996. Parmi les illustrateurs, on compte Robert Crumb, Dame Darcy, Ted Rall, Milton Knight et Tara Seibel, entre autres.

### Œuvres présentées
- Au cœur des ténèbres de Joseph Conrad
- Le Festin nu par William S. Burroughs
- Lettres à un jeune poète de Rainer Maria Rilke
- L'Homme au bras d'or de Nelson Algren
- La Chanson d'amour de J. Alfred Prufrock et La Terre vaine de T. S. Eliot
- The Second Coming par William Butler Yeats
- La Traversée des apparences de Virginia Woolf[16]
- Ulysse et  Araby  des Gens de Dublin de James Joyce
- Lolita de Vladimir Nabokov
- Le Temps de l'innocence par Edith Wharton
- Siddhartha et Le Loup des steppes par Hermann Hesse
- Le nègre parle de rivières de Langston Hughes
- Vol au-dessus d'un nid de coucou de Ken Kesey
- Last Exit to Brooklyn par Hubert Selby, Jr.
- Crash ! par J. G. Ballard
- La Ferme des animaux et 1984 par George Orwell
- Le Magicien d'Oz par Lyman Frank Baum
- Le Meilleur des mondes et Les Portes de la perception par Aldous Huxley
- En attendant Godot de Samuel Beckett
- Cent ans de solitude par Gabriel García Márquez
- La Cloche de détresse de Sylvia Plath
- Sur la route par Jack Kerouac
- Chroniques de l'oiseau à ressort par Haruki Murakami
- Nausée par Jean-Paul Sartre
- Méridien de sang par Cormac McCarthy
- Gatsby le Magnifique par F. Scott Fitzgerald
- L'éveil par Kate Chopin
- L'Interprétation du rêve par Sigmund Freud
- Le nouvel accélérateur de H. G. Wells
- Reginald par Saki
- Mère de Maxime Gorki
- Si par Rudyard Kipling
- John Barleycorn par Jack London
- La Métamorphose,  The Top  et  Give It Up!  De Franz Kafka
- The Mowers et L'Amant de lady Chatterley de D. H. Lawrence
- Sea Iris par H.D.
- Une question de couleur et Vivre avec 1 000 $ par an à Paris par Ernest Hemingway
- Le Fou de Gibran Khalil Gibran
- Hands de Winesburg, Ohio par Sherwood Anderson
- Le rêve des os par William Butler Yeats
- Chéri de Colette
- Dulce Et Decorum Est de Wilfred Owen
- Le Bruit et la Fureur et La colline de William Faulkner
- Le Faucon de Malte par Dashiell Hammett
- Poker! Par Zora Neale Hurston
- Black Elk Speaks par Black Elk et John G. Neihardt
- Strange Fruit de Abel Meeropol
- Les Raisins de la colère par John Steinbeck
- The Pertinent et The Singing-Woman from the Wood's Edge par Edna St. Vincent Millay
- Rain par William Somerset Maugham
- L'Empereur de la glace de Wallace Stevens
- Trois histoires de Jorge Luis Borges
- L'Étranger d'Albert Camus
- Le Cœur du parc par Flannery O'Connor
- La Voix du hamster et L'Arc-en-ciel de la gravité de Thomas Pynchon
- La Danseuse de Gabriela Mistral
- Sa Majesté des mouches de William Golding
- Diaries par Anaïs Nin
- Biographies graphiques Four Beats par Tara Seibel
- Le Maître et Marguerite de Mikhaïl Boulgakov
- In Watermelon Sugar de Richard Brautigan
- J'ai acheté une petite ville de Donald Barthelme
- De quoi on parle quand on parle d'amour par Raymond Carver
- Sang et Tripes au lycée par Kathy Acker
- Le Pendule de Foucault par Umberto Eco
- Sailor et Lula de Barry Gifford
- La Route affamée de Ben Okri
- Les Rêves d'Einstein par Alan Lightman
- Infinite Jest de David Foster Wallace

## Traductions françaises
- Le Canon graphique, tome 1, 2012  (ISBN 978-2753301658).
- Le Canon graphique, tome 2 : « D'orgueil et préjugés » aux « Fleurs du mal » (XIXe siècle), 2013  (ISBN 978-2753301863).
- Le Canon graphique, tome 3 : De « L'Étranger » à « La Métamorphose » en passant par « Lolita », 2013  (ISBN 978-2753301993).